# Elatostema garrettii
Elatostema garrettii är en nässelväxtart som beskrevs av T. Yahara. Elatostema garrettii ingår i släktet Elatostema och familjen nässelväxter. Inga underarter finns listade i Catalogue of Life.